# اویچئون

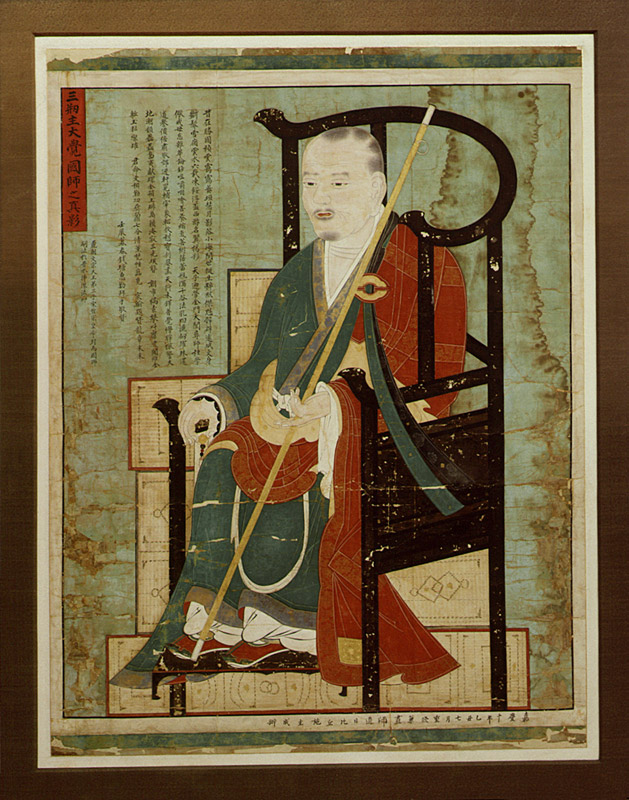
پرترهٔ طرح‌نگاری‌شده از اویچئون، شاهزادهٔ سلطنتی گوریو

اویچئون (Uicheon) (۲۸ سپتامبر ۱۰۵۵–۵ اکتبر ۱۱۰۱) شاهزاده سلطنتی گوریو و چهارمین پسر پادشاه مونجونگ و ملکه اینیه از قبیله '''اینچئون یی''' بود.

نویسنده و راهب بودایی بود که مکتب بودایی Cheontae را تأسیس کرد.
در ۱۱ سالگی داوطلب شد تا راهب بودایی شود. در سال ۱۰۶۵، او در معبد یئونگ تونگ (영통사، 靈通寺) زیر نظر راهب بودایی نانون (난원، 爛圓) که خویشاوند مادری او بود، تحصیل کرد و قوانین بودایی و کنفوسیوس را مطالعه کرد. از ۱۰۷۳ تا ۱۰۹۰، او تفاسیر Tripiṭaka را از کره، چین، امپراتوری Khitan و ژاپن جمع‌آوری کرد که به عنوان "Goryeo Catalog of Sutras" (یا "Goryeo Supplement to Canon") منتشر شد.
وی بیشتر عمر خود را در Ryongtongsa، که‌سونگ|Kaesong زندگی کرد و در آنجا به خاک سپرده شد.

## آثار
- Sinpyeonjejonggyojangchongnok vol. 3 (신편제종교장총록 ۳권)
- Sinjipwonjongmullyu vol. 22 (신집원종문류، 新集圓宗文類 ۲۲권)
- Seokwonsarim vol. 250 (석원사림، 釋苑詞林 ۲۵۰권)
- Daegakguksamunjib ج. ۲۳ از اعمال و اشعار (대각국사문집, 大覺國師文集 ۲۳권 행적과 시 문집)
- Daegakguksawoejip vol. 13 (대각국사외집، 大覺國師外集 ۱۳권)
- Ganjeongseongyusiknondangwa جلد. ۳ (간정성유식론단과، 刊定成唯識論單科 ۳권)
- Cheontaesagyouiju vol. 3 (천태사교의주، 天台四敎儀註 ۳권)